# 探偵・日暮旅人
『探偵・日暮旅人』（たんてい ひぐらしたびと）シリーズは、山口幸三郎による日本の小説。第1弾『探偵・日暮旅人の探し物』が2010年にアスキーメディアワークスのメディアワークス文庫から出版された。2017年に角川つばさ文庫にて、挿絵を入れ漢字にルビを振った児童向け版が発売された。2017年3月時点でシリーズ累計発行部数は85万部を突破している。
2015年11月20日に日本テレビでテレビドラマ化され、2017年1月には連続ドラマ化された。

## 登場人物
日暮 旅人（ひぐらし たびと）
主人公。幼い頃に視覚以外の感覚を無くし、代わりにそれら全ての感覚を目に宿し、目で「視る」ことができるようになった探偵。ただ、その目を使いすぎると高熱を出して倒れてしまうことがある。
雪路とは仕事においての大切なパートナー。旅人、雪路、灯衣、亀吉は風俗街の一角にある探偵事務所 兼 住居に住んでいる。
山川 陽子（やまかわ ようこ）
灯衣が通う保育園の保育士。
おっちょこちょいな性格。保育園には智子に誘われて働き始めた。旅人に好意を抱いている。
百代 灯衣（ももしろ てい）
名字の違う旅人の娘。血の繋がりはない。
とても大人びていて、旅人のことは「パパ」と呼んで懐いているが、家族でもないのに事務所に足繁く通う陽子をよく思っていない様子。
雪路 雅彦（ゆきじ まさひこ）
旅人を「アニキ」と慕う青年。通称ユキジ。彼らが暮らす街の元・市長、雪路照之の息子。
父の事をよく思っておらず、高校生の頃は父からもらった金で少年たちを釣り、賭け事をしたりもしていた。今も、彼らには顔が利き暴力団から増子のような警察までとても人脈が広い。
雪路 照之（ゆきじ てるゆき）
物語の登場人物たちが住む街の元・市長。
無口で誰に対しても平等に厳しくする徳のある男。故に、市長職を退いた今でも絶対的な権力を持っており、市民から「雪路顧問」と尊敬されている。昔、旅人の父・日暮英一を自身の秘書にしたことがある。
小野 智子（おの ともこ）
陽子が勤務する保育園の同僚。陽子の大学時代の先輩でもある。
男気が強く、趣味（？）の合コンでは周りの男性たちに「姉貴」と呼ばれ困っている。
榎木 渡（えのき わたる）
旅人の事務所のほど近くの風俗街で「榎木診療所」を開院している医師。旅人や雪路のことをよく知る人物。
増子 すみれ（ますこ すみれ）
女刑事。以前は公安に所属していた。
白石 孝徳（しらいし たかのり）
増子の上司の警察官。裏で暴力団と繋がっている。
見生 美月（けんじょう みつき）
旅人が中学のころ所属していた美術部の先輩。
生徒会長もしていたが、過去に暗い歴史が…

## シリーズ一覧
- メディアワークス文庫（作：山口幸三郎、表紙イラスト：煙楽）
  1. 探偵・日暮旅人の探し物（2010年9月）ISBN 978-4-04-868930-4
  2. 探偵・日暮旅人の失くし物（2011年1月）ISBN 978-4-04-870279-9
  3. 探偵・日暮旅人の忘れ物（2011年7月）ISBN 978-4-04-870727-5
  4. 探偵・日暮旅人の贈り物（2011年10月）ISBN 978-4-04-870994-1
  5. 探偵・日暮旅人の宝物（2012年8月）ISBN 978-4-04-886926-3
  6. 探偵・日暮旅人の壊れ物（2013年5月）ISBN 978-4-04-891743-8
  7. 探偵・日暮旅人の笑い物（2014年4月）ISBN 978-4-04-866484-4
  8. 探偵・日暮旅人の望む物（2015年1月）ISBN 978-4-04-869177-2
  9. 探偵・日暮旅人の遺し物（2015年10月）ISBN 978-4-04-865540-8
  10. 探偵・日暮旅人の残り物（2016年12月）ISBN 978-4-04-892612-6
- 角川つばさ文庫版（作：山口幸三郎、絵：太平洋海、キャラクターデザイン：煙楽）
  1. 探偵・日暮旅人の探し物（2017年2月）ISBN 978-4-04-631697-4

## コミック
探偵・日暮旅人の探し物
作画：すがはら竜、連載誌：月刊Asuka、レーベル：あすかコミックスDX
1. 2015年10月21日発売、ISBN 978-4-04-103437-8
2. 2016年5月26日発売、ISBN 978-4-04-104278-6
3. 2016年12月26日発売、ISBN 978-4-04-105237-2
4. 2017年7月24日発売、ISBN 978-4-04-106013-1

探偵・日暮旅人の隠し物 〜刑事・増子すみれの事件簿〜
作画：上田キク、連載誌：月刊コミック電撃大王、レーベル：電撃コミックスNEXT
1. 2015年11月27日発売、ISBN 978-4-04-865493-7
2. 2016年12月17日発売、ISBN 978-4-04-892502-0

探偵・日暮旅人の結び物
作画：上田キク、連載誌：月刊コミック電撃大王、レーベル：電撃コミックスNEXT、原作者書き下ろしストーリー
- 2017年3月10日発売、ISBN 978-4-04-892721-5

## テレビドラマ
『視覚探偵 日暮旅人』（しかくたんてい ひぐらしたびと）のタイトルで、2015年11月20日21時 - 22時54分に、日本テレビ系の「金曜ロードSHOW!」枠で放送された。主演は松坂桃李。
2017年1月22日から3月19日まで 毎週日曜22時30分 - 23時25分に、「日曜ドラマ」枠で連続ドラマとして放送された。
『死体の行方』のタイトルで、Huluにて、最終回放送終了後で配信開始、全3話。

### キャスト
日暮 旅人（ひぐらし たびと）
演 - 松坂桃李
ある事件がきっかけで視覚以外のすべての感覚を失った。
山川 陽子（やまかわ ようこ）
演 - 多部未華子
灯衣が通う幼稚園の保育士。
人一倍、正義感が強い。
雪路 雅彦（ゆきじ まさひこ）
演 - 濱田岳
小野 智子（おの ともこ）
演 - 木南晴夏
陽子の先輩保育士。
百代 灯衣（ももしろ てい）
演 - 住田萌乃
旅人と暮らしている。
須藤 栄美（すどう えみ）
演 - 臼田あさ美
朝井 権（あさい けん）
演 - 落合モトキ
山川 陽一郎（やまかわ よういちろう）
演 - 山崎一
榎木 渡（えのき わたる）
演 - 北大路欣也
診療所医師。旅人の過去を知る者。
園長先生
演 - 木野花
主任保育士
演 - 山本裕子

#### 特別ドラマ
太田 宏幸
演 - 木下ほうか
情報番組チーフD。
榎木の診療所の看護師
演 - 橋本マナミ
生島ヒロシ
演 - 本人
司会者。
猫探しの依頼人
演 - 中野英雄
尾本直子（おぼんなおこ）
演 - 久世星佳
教育学者。
菊地幸夫
演 - 本人
弁護士。
先輩ディレクター
演 - 生島勇輝
編成部員
演 - 若狭勝也
女子アナ
演 - 水上京香

#### 連続ドラマ
鶴田 亀吉（つるた かめきち）
演 - 上田竜也
増子 すみれ（ますこ すみれ）
演 - シシド・カフカ
土井 潤一（どい じゅんいち）
演 - 和田聰宏
榎木の診療所の看護師
演 - ほのか

#### 連続ドラマゲスト
第1話
村山 章
演 - 桐山漣
植村 義郎
演 - 菅原大吉
ネイル
演 - 岡本あずさ
組員
演 - 中村祐志
タクシーの運転手
演 - 青木源太
鶴田の母
演 - 戸田恵子
第2話
矢口 凛子
演 - 矢田亜希子
宮川 恵理
演 - 入山法子
狭川 洋一
演 - 栗原類
江園 大樹
演 - 今野浩喜（第8話）
ピザ屋の店員
演 - 萩原利久
雪路 照之
演 - 伊武雅刀（写真・第3・7・8話）
白石 孝徳
演 - 吹越満（第3話 - ）
保健所職員
演 - ダチョウ倶楽部
第3話
雪路 勝彦
演 - 眞島秀和（第6話）
西沢 愛歌
演 - 国仲涼子
雪路雅彦の元メイド。
川辺 健也
演 - 福田悠太
大野婦警
演 - 高田聖子
元刑事
演 - 渡辺哲
川辺の父
演 - 蝶野正洋
第4話
川村 祐介（ヒカル・レイ）
演 - 三浦貴大
赤羽の家康
演 - 前野朋哉
今林
演 - 池田鉄洋（第5 - 7話）
ホテルの従業員
演 - 大島蓉子
ホームレス
演 - 半海一晃（第5話）
リッチー
演 - 北村有起哉（第5話 - ）
第5話
犬飼 啓
演 - 吉田栄作
小松原 静香
演 - 三吉彩花
店長
演 - ト字たかお
刑事
演 - 岡部たかし
島本 秀明
演 - 山田明郷（第7話）
第6話
権藤 博
演 - 永島敏行
権藤 一
演 - 福士誠治
ジュン
演 - 高橋メアリージュン
山田 一恵
演 - 西尾まり
ハルカ（百代 灯果）
演 - ともさかりえ（第7・8話〈回想〉）
灯衣の母親。
第8話
吉見まさお
演 - SEAMO
白石 昇一
演 - 中川翼
死体の行方
木内 鉄兵
演 - 野間口徹
牛島 洋介
演 - 松尾諭
花村 優一
演 - 林泰文
河合 剛
演 - やべきょうすけ

### スタッフ
- 原作 - 山口幸三郎『探偵・日暮旅人』シリーズ（メディアワークス文庫）
- 脚本 - 福原充則
- 音楽 - ESME、ハタヤテツヤ、suble
- テーマ曲（特別ドラマ）、オープニングテーマ（連続ドラマ） - 「夢の中へ」井上陽水（ユニバーサル ミュージック）
- エンディングテーマ（連続ドラマ） -  「この闇を照らす光のむこうに」Anly ＋ スキマスイッチ = （ソニー・ミュージックレコーズ）
- 音楽プロデュース - 茂木英興
- サウンドデザイン - 石井和之
- VFX - エヌ・デザイン、SPADE & Co.
- アクションコーディネーター - 青木哲也
- カースタント - スーパードライバーズ
- 技術協力 - 池田屋、タムコ、阿呍
- 美術協力 - 日本テレビアート
- チーフプロデューサー - 神蔵克（金曜ロードSHOW! 特別ドラマ企画） / 西憲彦（連続ドラマ）
- プロデューサー - 荻野哲弘（日本テレビ）、神康幸・小林美穂（オフィスクレッシェンド）
- 演出 - 堤幸彦、高橋洋人（連続ドラマ）、菅原伸太郎（連続ドラマ）、稲留武（連続ドラマ）
- 制作協力 - オフィスクレッシェンド
- 製作著作 - 日本テレビ

### 放送日程
| 各話                                                                        | 放送日  | ラテ欄                                                 | 演出       | 視聴率 |
| --------------------------------------------------------------------------- | ------- | ------------------------------------------------------ | ---------- | ------ |
| 第1話                                                                       | 1月22日 | 匂い・感情が目で視える探し物探偵…瞳が青く輝き事件解決! | 堤幸彦     | 11.2%  |
| 第2話                                                                       | 1月29日 | 5歳の少女が誘拐! 野良犬（秘）追跡作戦!!                | 堤幸彦     | 10.7%  |
| 第3話                                                                       | 2月05日 | 自殺した兄が生存!? 結婚式（秘）女装作戦!!              | 高橋洋人   | 9.4%   |
| 第4話                                                                       | 2月12日 | 合コン保育士を救え ついに宿敵を発見!!                  | 堤幸彦     | 7.7%   |
| 第5話                                                                       | 2月19日 | 音が聴こえない少女に捧げる…愛の歌!!                    | 菅原伸太郎 | 9.4%   |
| 第6話                                                                       | 2月26日 | ついに宿敵と直接対決 ブラック旅人炸裂!!                | 稲留武     | 8.4%   |
| 第7話                                                                       | 3月05日 | 最終章! 最愛の娘が実の母と涙の再会!!                   | 菅原伸太郎 | 8.2%   |
| 第8話                                                                       | 3月12日 | 冒頭10分衝撃の告白 全ての謎が明らかに!!                | 堤幸彦     | 8.0%   |
| 最終話                                                                      | 3月19日 | 衝撃の結末!! 復讐か愛情か…最期の選択                   | 堤幸彦     | 9.7%   |
| 平均視聴率 9.2%（視聴率はビデオリサーチ調べ、関東地区・世帯・リアルタイム） |         |                                                        |            |        |

### 配信日程
| 各話  | 放送日  | サブタイトル |
| ----- | ------- | ------------ |
| 第1話 | 3月19日 | 死体の行方   |
| 第2話 | 3月26日 | 死体の行方   |
| 第3話 | 4月02日 | 死体の行方   |

### 関連作品
スピンオフコンテンツ『遺言』（2015年11月19日配信開始、Hulu）
本ドラマを見ながら、演出の堤幸彦が演出家としての映像に対するこだわりを伝える内容となっている。
| 日本テレビ系 日曜ドラマ                     | 日本テレビ系 日曜ドラマ                       | 日本テレビ系 日曜ドラマ                               |
| 前番組                                      | 番組名                                        | 次番組                                                |
| ------------------------------------------- | --------------------------------------------- | ----------------------------------------------------- |
| レンタル救世主 （2016年10月9日 - 12月11日） | 視覚探偵 日暮旅人 （2017年1月22日 - 3月19日） | フランケンシュタインの恋 （2017年4月23日 - 6月25日 ） |